# 셰블링에시

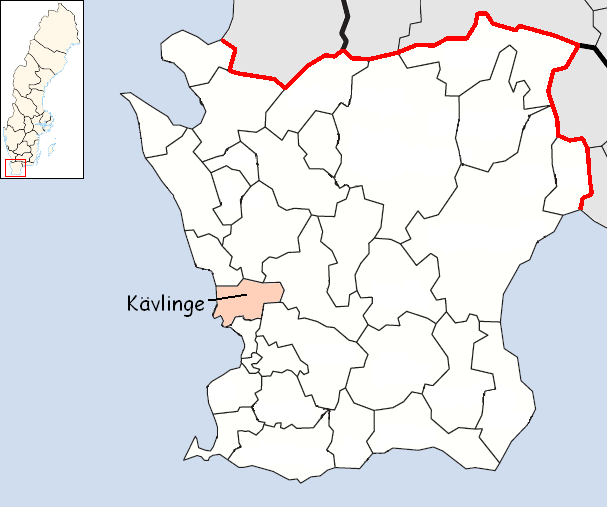
셰블링에 시의 위치

셰블링에시(스웨덴어: Kävlinge kommun)는 스웨덴 스코네주에 위치한 지방 자치체로 행정 중심지는 셰블링에이며 면적은 292.45km2, 인구는 30,532명(2016년 12월 31일 기준), 인구 밀도는 100명/km2이다.

시 문장